# Sara Olsson
Sara Olsson, född 1975, är en svensk författare, förläggare och sexrådgivare. Olsson driver företaget Ordlust samt Skrivarstugan i Höga kusten.